# لويل بيري
لويل بيري (بالإنجليزية: Lowell Perry)‏ هو لاعب كرة قدم أمريكية وضابط أمريكي، ولد في 5 ديسمبر 1931 في يبسيلانتي في الولايات المتحدة، وتوفي في 7 يناير 2001 في ساوثفيلد في الولايات المتحدة.